# Giro di Toscana 1993
Il Giro di Toscana 1993, sessantasettesima edizione della corsa, si svolse il 17 maggio su un percorso di 205,8 km, con partenza a Firenze e arrivo a Alpe di Poti. Fu vinto dall'italiano Massimiliano Lelli della Ariostea davanti al venezuelano Leonardo Sierra e all'italiano Stefano Della Santa.

## Ordine d'arrivo (Top 10)
| Pos. | Corridore            | Squadra                  | Tempo    |
| ---- | -------------------- | ------------------------ | -------- |
| 1    | Massimiliano Lelli   | Ariostea                 | 5h36'20" |
| 2    | Leonardo Sierra      | ZG Mobili                |          |
| 3    | Stefano Della Santa  | Eldor-Viner              |          |
| 4    | Francesco Casagrande | Mercatone Uno-Medeghini  |          |
| 5    | Roberto Conti        | Ariostea                 |          |
| 6    | Nelson Rodríguez     | ZG Mobili-Bottecchia     |          |
| 7    | Davide Rebellin      | GB-MG Maglificio-Bianchi |          |
| 8    | Gianni Faresin       | ZG Mobili-Bottecchia     |          |
| 9    | Stephen Roche        | Carrera Jeans-Tassoni    |          |
| 10   | Rodolfo Massi        | Amore & Vita-Galatron    |          |